# Mirage (singel OneRepublic)
„Mirage” – utwór amerykańskiego zespołu OneRepublic nagrany wspólnie z saudyjskim piosenkarzem Mishaalem Tamerem i wydany 22 września 2024 roku. Piosenka powstała na potrzeby promocji gry komputerowej firmy Ubisoft, Assassin’s Creed Mirage. Piosenka znalazła się na szóstym albumie studyjnym zespołu, Artificial Paradise (2024). 

## Powstanie utworu
Utwór „Mirage” powstał specjalnie do gry komputerowej Assassin’s Creed. Mirage. Piosenka zawiera sample oryginalnej ścieżki dźwiękowej do gry, skomponowanej przez Brendana Angelidesa we współpracy z Laythem Sidiqiem. Ryan Tedder, współautor piosenki wyznał, że jest fanem gier z serii Assassin’s Creed:

Większość ludzi o tym nie wie, ale ja i mój zespół jesteśmy zagorzałymi graczami. Od samego początku byłem wielkim fanem Assassin’s Creed. Sporo koncertowaliśmy po Bliskim Wschodzie, więc chciałem uchwycić ducha tamtego regionu i odzwierciedlić lokalizację gry dźwiękowo, tak bardzo jak to możliwe. Nie mogę się doczekać, aż nasi fani i fani AC usłyszą, co stworzyliśmy. To zdecydowanie jeden z tych momentów, kiedy aż musiałem się uszczypnąć!.

## Teledysk
Teledysk do utworu ukazał się w dzień premiery singla, czyli 22 września 2023 roku i został wyreżyserowany przez Tomasa Whitmore. Zdjęcia do klipu kręcono w starożytnym budynku na terenie Malty. Całość teledysku utrzymana jest w konwencji mroku i światła, co ma oddawać tajemniczy nastrój utworu utrzymany w klimatach bliskowschodniego Bagdadu z IX wieku. Teledysk zawiera także sceny z gry Assassin’s Creed. Mirage.

## Pozycje na listach

### Notowania tygodniowe
| Notowanie (2023)               | Najwyższa pozycja |
| ------------------------------ | ----------------- |
| Nowa Zelandia (Hot 40 Singles) | 31                |